# Maratón de Rosario
El Maratón Internacional de la Bandera o simplemente Maratón de Rosario es un maratón de 42 195 metros que se lleva a cabo todos los años en la ciudad argentina homónima, durante el mes de junio, generalmente en el domingo más próximo al Día de la Bandera en conjunto con una prueba participativa de 10 000 metros. 
La carrera se realiza en un circuito de calle, recorriendo el frente costero de la ciudad sobre el río Paraná, con punto de inicio y llegada en el monumento a la Bandera y pasando además por lugares y calles representativas de la ciudad, como el parque de la Independencia, el parque Urquiza, el bulevar Oroño y la avenida Pellegrini. 
Organizada por primera vez en 2002 por la Asociación Rosarina de Atletismo, con el impulso de Horacio Kapellu. La competencia ha ido creciendo año a año con más de 5000 inscritos en sus últimas ediciones. Su circuito se encuentra homologado por la IAAF y la AIMS.
Los poseedores de los actuales récords de tiempo del circuito son el argentino Pedro Luis Gómez, con 2:16:55 en la categoría caballeros desde 2021, y la argentina María de los Ángeles Peralta, con 2:45:35 en la categoría damas desde la edición de 2014. 

## Categorías
Los participantes pueden competir en alguna de estas categorías:
- Damas y caballeros convencionales.
- Damas y caballeros sillas de ruedas.
- Damas y Caballeros con discapacidad visual.
- Damas y Caballeros con discapacidad intelectual.
- Damas y Caballeros con discapacidad parálisis cerebral.

## Palmarés
Listado de vencedores y sus tiempos registrados en las diferentes ediciones del maratón.
Referencias:      Récord actual del circuito      Récords anteriores del circuito
| Edición | Fecha     | Vencedor Caballeros             | Tiempo (h:m:s) | Vencedora Damas              | Tiempo (h:m:s) | Referencia |
| ------- | --------- | ------------------------------- | -------------- | ---------------------------- | -------------- | ---------- |
| 23°     | 22/6/2025 | Pedro Luis Gómez                | 2:20:03        | Florencia Pica               | 2:55:00        | [ 3 ]      |
| 22°     | 24/6/2024 | Gustavo Fernández               | 2:23:35        | Nair Gisele Dianes           | 2:54:05        | [ 4 ]      |
| 21°     | 25/6/2023 | Martín Esteban Ñancucheo        | 2:26:53        | Niella Nicole Wood           | 2:57:30        | [ 5 ]      |
| 20°     | 26/6/2022 | Sergio Hoffman                  | 2:32:26        | Paula Narváez                | 2:52:18        | [ 6 ]      |
| 19°     | 19/9/2021 | Pedro Luis Gómez                | 2:16:55        | Ludmila Martínez             | 2:55:23        | [ 7 ]      |
| 18°     | 23/6/2019 | Edgar Darío Ríos                | 2:25:11        | Ivana Toledo                 | 3:05:02        | [ 8 ]      |
| 17°     | 24/6/2018 | Gustavo Javier Fernandez        | 2:26:42        | Cecilia Fernández            | 2:57:21        | [ 9 ]      |
| 16°     | 25/6/2017 | Nicolás Ternavasio              | 2:29:17        | Belén Iardino                | 2:59:25        | [ 10 ]     |
| 15°     | 26/6/2016 | Edgar Darío Ríos                | 2:24:06        | María Luján Urrutia          | 2:48:34        | [ 11 ]     |
| 14°     | 28/6/2015 | Lucas Bagaloni                  | 2:28:42        | Florencia Estévez            | 2:59:03        | [ 12 ]     |
| 13°     | 29/6/2014 | Edgar Darío Ríos                | 2:20:28        | María de los Ángeles Peralta | 2:45:35        | [ 13 ]     |
| 12°     | 30/6/2013 | Juan Carlos Hernández Rodríguez | 2:24:53        | Natalia Delvalle Acevedo     | 3:09:53        | [ 14 ]     |
| 11°     | 24/6/2012 | Nicolás Ternavasio              | 2:21:39        | Margarita Alcaraz            | 2:46:19        | [ 15 ]     |
| 10°     | 26/6/2011 | Nicolás Ternavasio              | 2:19:54        | María de los Ángeles Peralta | 2:47:33        | [ 16 ]     |
| 9°      | 21/6/2010 | Oscar Cortínez                  | 2:19:43        | María Gabriela Almada        | 2:48:58        | [ 17 ]     |
| 8°      | 21/6/2009 | José Ramón Romero               | 2:23:46        | Ilaine Wandscheer            | 2:52:09        | [ 18 ]     |
| 7°      | 22/6/2008 | Cristian Mohamed                | 2:27:57        | María Andrea Prado           | 3:01:52        | [ 19 ]     |
| 6°      | 24/6/2007 | José Ramón Romero               | 2:26:40        | Andrea Graciano              | 3:44:59        | [ 20 ]     |
| 5°      | 2/7/2006  | Oscar Cortínez                  | 2:22:08        | Carina Allay                 | 2:48:23        | [ 21 ]     |
| 4°      | 19/6/2005 | Claudio Burgos                  | 2:28:14        | Ana Paula Brunetti           | 3:14:29        | [ 22 ]     |
| 3°      | 21/6/2004 | Omar Cretton                    | 2:37:18        | Ana Paula Brunetti           | 3:13:30        | [ 23 ]     |
| 2°      | 22/6/2003 | Mario Aguilera                  | 2:37:07        | Pamela Mahon Clarke          | 3:13:04        | [ 24 ]     |
| 1°      | 23/6/2002 | Iván Ávila                      | 2:32:10        | Alesina Poema Actis          | 3:28:16        | [ 25 ]     |

## Estadísticas
Listado de atletas con 2 o más victorias en la competencia.
| Atleta                       | País      | Victorias | Ediciones        |
| ---------------------------- | --------- | --------- | ---------------- |
| Nicolás Ternavasio           | Argentina | 3         | 2011, 2012, 2017 |
| Edgar Darío Ríos             | Argentina | 3         | 2014, 2016, 2019 |
| José Ramón Romero            | Argentina | 2         | 2007, 2009       |
| Oscar Cortínez               | Argentina | 2         | 2006, 2010       |
| Ana Paula Brunetti           | Argentina | 2         | 2004, 2005       |
| María de los Ángeles Peralta | Argentina | 2         | 2011, 2014       |
| Pedro Luis Gómez             | Argentina | 2         | 2021, 2025       |

Cantidad de finalistas por edición de la carrera.
| Edición | Año  | Finalistas |
| ------- | ---- | ---------- |
| 23°     | 2025 | 1.377      |
| 22°     | 2024 | 1.397      |
| 21°     | 2023 | 1.165      |
| 20°     | 2022 | 1.078      |
| 19°     | 2021 |            |
| 18°     | 2019 | 1.446      |
| 17°     | 2018 | 1.420      |
| 16°     | 2017 | 1.646      |
| 15°     | 2016 | 1.838      |
| 14°     | 2015 | 2.107      |
| 13°     | 2014 | 1.962      |
| 12°     | 2013 | 1.838      |
| 11°     | 2012 | 1.809      |
| 10°     | 2011 | 1.399      |
| 9°      | 2010 | 1.621      |
| 8°      | 2009 | 1.078      |
| 7°      | 2008 | 1.007      |
| 6°      | 2007 | 775        |
| 5°      | 2006 | 714        |
| 4°      | 2005 | 734        |
| 3°      | 2004 | 679        |
| 2°      | 2003 | 741        |
| 1°      | 2002 | 752        |